# 皇家體育館
皇家體育館（Royal Arena）是一座位於丹麥哥本哈根新發展城市Ørestad Syd的綜合體育館。2013年6月26日破土動工，體育館於2017年2月啟用。舉辦體育賽事可以容納13000人，舉辦演唱會站位和坐位最多可容納16000人。

## 外部連結
维基共享资源上的相關多媒體資源：皇家體育館
- 官方网站